# ユリン・テムル
ユリン・テムル（Yulïn temür、生没年不詳）は、モンゴル帝国に仕えたウイグル人文官の一人。『元史』における漢字表記は岳璘帖穆爾(yuèlín tièmùĕr)。

## 概要
ビルゲ・ブカの家系は天山ウイグル王国で代々国相を輩出した名家で、イルティリシュ・カガンを助けて突厥第二可汗国の建設に大きな役割を果たしたトニュクク（古テュルク語: 𐱃𐰆𐰪𐰸𐰸 - Tonyuquq：暾欲谷、阿史徳元珍）の末裔を称する。トニュククから約120年を経た子孫が答剌罕・阿大都督・太師・大丞相を号した克直普爾で、その次男のヨシュムト（堊思弼）の息子がビルゲ・ブカとユリン・テムルであった。
天山ウイグル王国がモンゴル帝国に服属すると、ユリン・テムルはトルカク（質子）としてチンギス・カンに仕えるようになった。チンギス・カンの弟のテムゲ・オッチギンが師傅を求めた時にはチンギス・カンの命によってテムゲ・オッチギンの下に派遣され、王子たちを訓導したという。後に河南等処軍民都ダルガチの職を授かると、内政に力を尽くしモンゴルの侵攻以来荒れ果てた土地をよく治めた。67歳で保定の地で亡くなった。

## 子孫
『圭斎集』巻11高昌偰氏家伝にはユリン・テムルには10人の息子がいたと記され、それぞれイトミシュ・ブカ（益弥勢普華）、トドゥンミシュ・ブカ（都督弥勢普華）、カイジュ・ブカ（懐朱普華）、トゥルミシュ（都爾弥勢）、バサ・ブカ（八撒普華）、フレグ・ブカ（旭烈普華）、コシャン（各尚）、カラ・ブカ（合剌普華）、トゥケリク・ブカ（独可理普華）、トレ・ブカ（脱烈普華）という名であったとする。
10人の子供達の中でも特に著名であったのがトゥルミシュとカラ・ブカで、両者とも『圭斎集』巻11高昌偰氏家伝に詳しく事蹟が記されるほか、カラ・ブカは『元史』巻193列伝80忠義1にも立伝されている。

## 高昌偰氏
- ヨシュムト（Yošmut ＞堊思弼/èsībì）
  - ビルゲ・ブカ（Bilge buqa ＞仳理伽普華/pǐlǐgā pǔhuá）
  - ユリン・テムル（Yulïn temür ＞岳璘帖穆爾/yuèlín tièmùĕr）
    - イトミシュ・ブカ（Itmiš buqa ＞益弥勢普華/yìmíshì pǔhuá）
    - トドゥンミシュ・ブカ（Tudunmiš buqa ＞都督弥勢普華/dōudūmíshì pǔhuá）
    - カイジュ・ブカ（Qaiǰu buqa ＞懐朱普華/huáizhū pǔhuá）
    - トゥルミシュ（Turmiš ＞都爾弥勢/dōuěrmíshì）
    - バサ・ブカ（Basa buqa ＞八撒普華/bāsā pǔhuá）
    - フレグ・ブカ（Hülegü buqa＞旭烈普華/xùliè pǔhuá）
    - コシャン（Qošang ＞各尚/gèshàng）
    - カラ・ブカ（Qara buqa ＞合剌普華/hélá pǔhuá）
      - 偰文質（xiè wénzhì）
        - 偰直堅（xiè zhíjiān）
        - 偰哲篤（xiè zhédǔ）
          - 偰遜（xiè xùn）
            - 偰長寿（xiè chángshòu）
            - 偰延寿（xiè yánshòu）
            - 偰福寿（xiè fúshòu）
            - 偰慶寿（xiè qìngshòu）
              - 偰循（xiè xún）

            - 偰眉寿（xiè méishòu）

        - 偰朝吾（xiè cháowú）
        - 偰列箎（xiè lièchí）
        - 偰玉立（xiè yùlì）

      - 越倫質（Yügrünči ＞yuèlúnzhì）
        - 善著（shànzhù）

    - トゥケリク・ブカ（Tükellig buqa ＞独可理普華/dúkělǐ pǔhuá）
    - トレ・ブカ（Töre buqa ＞脱烈普華/tuōliè pǔhuá）
- トキシュ（Toqiš ＞多和思/duōhésī）
  - サルギス（Sargïs ＞撒吉思/sājísī）
    -       - ダルマ（Dharma ＞答里麻/dālǐmá）